# Château Mont-Royal
Le château Mont-Royal est un château édifié près de La Chapelle-en-Serval (Oise), sur la RD 118, au sud-est de Chantilly, par l'architecte Guillaume Tronchet pour le compte du compositeur Fernand Halphen.

## Historique
Fernand Halphen choisit pour son nouveau château une butte au sein de la « garenne de La Chapelle », forêt appartenant au domaine du « vieux Château » près de l'église, que son père Georges Halphen avait déjà acquis en 1882. Après avoir rejeté le projet de style anglo-normand de l'architecte René Sergent, puis un premier projet de style médiéval (dessins au musée d'Orsay), le commanditaire fixa son choix sur le second projet de Guillaume Tronchet : un château de style Louis XVI célébrant la chasse à l'extérieur et la musique à l'intérieur. La construction s'échelonne de 1908 à 1911.
Le plan du château est assez complexe. L'entrée se situe dans l'angle entre deux ailes obliques, sous un portique formé de colonnes toscanes. La façade principale se déploie à l'arrière et est animée par un avant-corps en hémicycle, dont la position est décentrée. Tout le second étage est bâti en retrait derrière une balustrade en pierre, formant ainsi une galerie permettant la découverte du paysage forestier des alentours. Sur les façades, des bas-reliefs dus à Georges Gardet célèbrent les plaisirs de la chasse. L'intérieur comprend notamment un théâtre, réplique de celui de l'Opéra-Comique, aujourd'hui utilisé par le restaurant de l'hôtel. Le décor intérieur est également l'œuvre de Georges Gardet.
Fernand Halphen ne put pas en profiter longtemps, car il fut mobilisé en 1914 et mourut en 1917, durant la Première Guerre mondiale. Sa veuve Alice de Koenigswarter (1878-1963) créa ensuite la Fondation Halphen, destinée à aider les élèves de composition musicale du Conservatoire, en faisant exécuter leurs œuvres. Durant la Seconde Guerre mondiale, le château fut vidé de son mobilier et vandalisé. En 1989, J.P. Hermier l'acheta aux descendants de Fernand Halphen et le fit transformer en hôtel, qui ouvre ses portes en 1990. 
En juin 1992, le groupe des hôtels Concorde acquiert l'ensemble de la propriété. L'hôtel comprend cent-neuf chambres dont cinq suites, un restaurant et une piscine couverte, ainsi que d'un service de voiturier.
L'établissement obtient sa cinquième étoile en 2015[réf. souhaitée].
Après rénovation, il rouvrira en 2024, sous le nom de l'« Intercontinental Chantilly — Château Mont Royal », L'établissement de prestige sera doté de deux restaurants, d'un bar et d'une terrasse, ainsi que d'onze salles de réunion. Il bénéficiera d'une salle de sport, d'un sauna, d'un jacuzzi et d'une piscine intérieure.[réf. souhaitée]

## Au cinéma
Des scènes des films Voyage à Rome (1992) avec Gérard Jugnot et Suzanne Flon ; Harry, un ami qui vous veut du bien (2000) ; Barbecue d'Éric Lavaine (2014) ; ou encore une scène dans Les Trois Frères (1995) y ont été tournées, ainsi que l'épisode en deux parties de la série Chapeau Melon et Bottes de Cuir intitulé Le Long Sommeil (1977).